# Shola Oduoye
Shola Michael Oduoye (Oredo, Nigeria; 24 de agosto de 2005) es un futbolista nigeriano. Juega como delantero centro y su equipo actual es el Caracas FC de la Primera División de Venezuela.

## Trayectoria
Oduoye se inició como futbolista en el Passiondrive FC de su país natal. Para mediados de junio de 2024 fue contratado por el Caracas FC y desde entonces forma parte de la primera plantilla. Hizo su debut oficial el 8 de agosto de 2024, en un partido disputado contra el Portuguesa FC. Anotó su primer gol como profesional el 28 de agosto contra el Zamora FC en el estadio Brígido Iriarte.

## Estadísticas

### Resumen estadístico
| División                      | Partidos | Goles |
| ----------------------------- | -------- | ----- |
| Primera División de Venezuela | 7        | 1     |
| Total                         | 7        | 1     |